# Jameela Malik
Jameela Malik (Malayalam ജമീല മാലിക്; geboren 1946 in Jonakapuram in Kollam, Travancore; gestorben 28. Januar 2020 in Thiruvananthapuram, Kerala) war eine indische Schauspielerin des Malayalam-Films.

## Leben
Sie war die älteste Tochter von Thankamma und Mohammad Malik. Maliks Vater war Stadtrat. Nach seinem Tod wurde auch ihre Mutter zur Stadträtin gewählt. Sie besuchte die C. H. Mohammed Koyan Memorial School in Kasaragod. Mit Unterstützung ihrer Mutter war Jameela die erste Frau aus Kerala, die am berühmten Film and Television Institute of India in Pune Schauspielunterricht nahm und dort einen Abschluss machte.
In den 1970er und 1980er Jahren spielte sie in Malayalam-, Tamil- und Telugu-Filmen mit und arbeitete mit Filmgrößen wie Prem Nazir und Adoor Bhasi zusammen. Ihr erster Film, der im Kino gezeigt wurde, war 1972 der Film Aadhyathe Katha des Regisseurs K. S. Sethumadhavan. In dem Film „Nadiye thud vantha kadal“ spielte sie an der Seite von J. Jayalalitha. Auch die renommierten Schauspieler Sharada, Chiranjeevi und Rajesh Khanna waren ihre Partner. In den 1990er Jahren wirkte sie in mehr als zwanzig Serien des staatlichen Fernsehsenders Doordarshan mit. Sie erhielt für alle Filme, in denen sie mitspielte, sowohl von der Kritik als auch vom Publikum Beifall und Anerkennung, dennoch hatte sie nie den durchbrechenden Erfolg. Sie arbeitete auch als Synchronsprecherin in Hindi-Filmen und lieh etwa ihre Stimme Manjula in „Mayoora“ und synchronisierte Jayamalini.
Neben ihren schauspielerischen Aktivitäten war sie auch als Lehrerin tätig und schrieb Hörspiele.
Malik war ein Jahr lang verheiratet und hatte aus dieser Ehe einen Sohn. Zuletzt lebte Malik bei ihrem Sohn in Palode außerhalb von Thiruvananthapuram, pilgerte aber nach Beempally, einem Stadtteil von Thiruvananthapuram mit einem muslimischen Heiligtum, um Heilung für ihre Altersleiden zu erbitten. Sie starb am 28. Januar 2020 im Alter von 74 Jahren.

## Filmographie (Auswahl)

### Malayalam
Malik spielte zwischen 1970 und 1990 in zahlreichen Malayalam-Filmen mit:
- 1971: Line Bus, Regie: K. S. Sethumadhavan
- 1972: Sathi, Regie: Madhu
- 1972: Aadhyathe Katha, Regie: K. S. Sethumadhavan
- 1973: Ragging, Regie: N. N. Pisharady
- 1973: Eanippadikal, Regie: Thoppil Bhasi
- 1974: Rajahamsam, Regie: Hariharan
- 1974: Neelakannukal, Regie: Madhu
- 1974: Rahasyarathri, Regie: A. B. Raj
- 1975: Boy Friend, Regie: P. Venu
- 1975: Niramaala, Regie: P. Ramdas
- 1975: Ullasa Yaathra, Regie: A. B. Raj
- 1976: Chottanikkara Amma, Regie: Crossbelt Mani
- 1976: Sexilla Stundilla, Regie: B. N. Prakash
- 1977: Swarna Medal, Regie: P. A. Thomas
- 1980: Daaliya Pookkal, Regie: Prathap Singh
- 1982: Lahari, Regie: T. K. Ramchand
- 1986: Pandavapuram, Regie: G. S. Panicker
- 1989: Oru Maymasa Pulariyil, Regie: V. R. Gopinath
- 1990: Unnikuttanu Joli Kitti, Regie: V. R. Gopinath

### Tamil
- 1979: Velli Ratham, Regie: R. Krishnan und S. Panju
- 1979: Lakshmi, Regie: T. K. Mohan
- 1980: Nadhiyai Thedi Vandha Kadal, Regie: B. Lenin
- 1981: Ponnazhagi, Regie: O. Muthu

### Fernsehserien
- Mangalyapattu (Mazhavil Manorama)[6]
- Chempattu (Asianet)[7]